# 森灵之心
《森靈之心》是美國Studio Élan開發的一款百合向視覺小說。遊戲於2019年2月14日由Sekai Project在Steam等平台發行，之後登陸任天堂Switch、PlayStation 4等家用遊戲機平台。本作是Studio Élan的處女作，開發成員大多是LGBT女性。遊戲講述塔菈·布莱克和麦荻·雷恩斯前往偏遠的小鎮調查當地靈異事件時的遭遇，兩人挫敗了當地惡靈的陰謀，並在小鎮上遇到生命中的另一半。評論家普遍認為遊戲的故事和角色塑造很有趣，同時指出遊戲的任天堂Switch版存在很多程序错误，導致遊戲經常崩潰，影響遊戲體驗。

## 遊戲系統
《森靈之心》採取視覺小說的遊玩方式，玩家會在主角團四人的視覺之間跳轉，從不同角度了解劇情的發展。玩家遊玩時需要閱覽屏幕上所顯示的文本以了解故事情節和人物之間的對話，這些文字會與人物的立繪和背景一同出现，用以表示對話的對象。對話對象的立繪會隨著對話進行而變化，根據對話的内容做出不同動作或表情。在部分場景中會遇見代替背景和人物立繪的電腦圖像。遊戲中以對話框的顏色改變表示玩家所處在主角視覺，玩家還能看到所處視角角色的内心獨白。由於Ren'Py的機制，玩家能隨時倒回之前段落，回顧劇情或者重新作出選擇。遊戲過程中，玩家能透過選項影響摩根的行為和想法，繼而影響接下來的劇情發展，選項會導致不同的結局。遊戲中所有角色都有配音，玩家可以選擇關閉任一角色配音。遊戲內置回顧場景電腦圖像的功能，隨著玩家遊戲進度隨即解鎖。

## 故事簡介
塔菈·布莱克和麦荻·雷恩斯在網絡上經營一個名為《塔菈秀》的靈異現象節目，塔菈是小有名氣的網絡紅人，麦荻負責後期和兼任塔菈的經紀人，兩人不時到訪各地的靈異事件發生地。在節目經營得有聲有色時，麦荻以學業為由向塔菈請辭，他們約定在艾森菲爾鎮的外訪之旅後正式散伙。外訪之旅源於他們的粉絲摩根·费希尔不斷向兩人分享當地的靈異事件，引起了他們的興趣。時值隆冬，兩人穿洋過海，又乘坐了數小時的火車，來到了偏遠的艾森菲爾鎮。摩根熱情地招待了兩人，並提供了一座別墅讓兩人居住。兩人次日在當地轉了一圈，發現摩根在當地的名聲很差，鎮子居民認為摩根經常撒謊和違反村子的規矩，附近也沒有靈異事件，摩根的母親艾芙琳對兩人到訪也表露出明顯的不滿。兩人漸漸對摩根產生懷疑，摩根為了證明自己所言非虛，於是抽空帶兩人去艾森菲爾森林中的教堂。教堂是過去當地原始宗教所建，如今已經荒廢。三人在這次探索期間，目睹了比樹木還高的未確認動物，塔菈和麦荻的世界觀受到了衝擊，開始正視摩根之前提到各種靈異事件。兩人也意識到《塔菈秀》可以藉助此事揚名，然而麦荻啟程前就提出散伙，塔菈決定獨自調查事件，不讓麦荻參與。麦荻在意識到塔菈態度的轉變後變得茫然失措，只能獨自在森林散步，途經某地時她恍惚間似乎看到某些光影。之前教堂的遭遇，讓她直覺認為這可能是靈異事件，於是向其搭話並展示善意。次日，麦荻再次來到遇到光影之地，她的善意讓光影顯靈，這是一位穿著淺紫色連衣裙的粉髮少女幽靈，兩人無法用言語交流，只能透過肢體動作溝通，麦荻又嘗試透過圖書進行交流，並得知了幽靈名為艾比盖尔。
另一方面，塔菈和摩根組隊調查鎮子的文獻，希望從中找出關於森林中遇到的未確認動物記錄，期間兩人的感情日漸升溫，摩根也袒露了自己的秘密。摩根在家中會說話的貓幫助下，察覺到母親的異常並主動調查過去的文獻。發現母親早已經被奪舍，在過去费希尔家族每過一段時間就要為森林的惡靈作獻祭，惡靈會附身到獻祭者身上，並且以鎮子上位者的身份控制整個鎮子。摩根希望擺脫家族的命運，但是不願意逃離小鎮，讓其他人替代她去獻祭，於是她一直在尋找消滅惡靈的方法。如今獻祭之期將近，她想到了找外援，於是用鎮子上的事跡吸引《塔菈秀》來訪，希望能借塔菈之手揭露艾芙琳的惡行。塔菈和麦荻兩人由於不和而分開行動，讓艾芙琳有機可乘，她利用幻術讓麦荻在樹林中迷路凍死，跟著要挾塔菈和摩根兩人在獻祭完成之前不要輕舉妄動。麦荻死後被艾比盖尔藉助森林的精靈（森靈）的能力轉化為幽靈，兩人在靈體狀態終於能對話了，麦荻也獲得更多情報，之前在教堂遇到的未確認動物是森靈，他守護著這片森林；而艾比盖尔是摩根的祖先，在惡靈獻祭時獲得森靈幫助並以幽靈存活。麦荻為了阻止艾芙琳的惡行，開始尋求和森林的神秘力量合作，她和森林中精靈承諾找回失蹤的精靈女王，以暫時獲得精靈女王的魔法能力。麦荻重塑了自己和艾比盖尔的肉身，兩人與塔菈和摩根匯合並計劃在獻祭當日打斷儀式並消滅惡靈。
眾人會合後，麦荻發現摩根在家中會說話的貓就是前代精靈女王傑拉杜拉，她受到惡靈魔法影響變成了貓，眾人從傑拉杜拉得知儀式的漏洞，找出消滅惡靈的方法。根據玩家的選擇，摩根的行為會影響到主角團的結局，摩根如果打算自己解決惡靈，不麻煩其他人，會在決戰時與惡靈同歸於盡。如果摩根躊躇不前，傑拉杜拉會犧牲自己去消滅惡靈，事後麦荻由於無法兌現精靈們的承諾和艾比盖尔再度化為靈體。若摩根堅定相信眾人會戰勝惡靈，就沒人犧牲，傑拉杜拉再任精靈女王，四人一同前往美國生活並雙雙結婚。

## 登場角色
塔菈·布莱克（英語：Tara Bryck，聲：史蒂芬妮·阿拉塔（Stephanie Arata））
美國專注超自然現象的网络主播，LGBT人士。是《塔菈秀》是主持人，十分熱衷於靈異事件，充滿好奇心。
麦荻·雷恩斯（英語：Maddie Raines，聲：艾莉·古德爾（Allie Goodell））
塔菈的經理人，女同性戀。負責《塔菈秀》的後期和製作，本身為無神論者，加上感覺《塔菈秀》影響到自己的學業，於是向塔菈請辭並打算在艾森菲爾鎮的外訪之後正式離開。
摩根·费希尔（英語：Morgan Fischer，聲：基拉·巴克蘭（Kira Buckland））
艾森菲爾鎮鎮長之女，女同性戀。《塔菈秀》的粉絲，以鎮內的的靈異事件吸引了塔菈和麦荻來訪，經營當地的古董店。
艾比盖尔（英語：Abigail，聲：海蒂·塔賓（Heidi Tabing））
艾森菲爾森林中幽靈，二百年前在森靈幫助下成為幽靈，不過無法離開森林和小鎮的範圍。經過多年的學習，掌握顯靈的方法，首次遇到不懼怕幽靈的麦荻，於是大膽在她面前顯靈。

## 開發
喬許·卡普蘭在百合向遊戲《花開公路》的開發中擔任編劇，《花開公路》2016年發佈之後廣受好評，這鼓勵了喬許成立專注百合向的遊戲製作組Studio Élan，喬許·卡普蘭利用之前的開發經驗展開了新專案《森靈之心》。新組建的團隊成員絕大多數為LGBT女性，和《花開公路》的開發團隊Alienworks有很大差別，團隊之間雖然有明確的分工，但是會參與相互之間的工作，如程序minute也有幫忙編寫部分劇情，並貢獻了部分角色設計和背景美術，負責遊戲用戶界面的阿迪羅薩也有為工作室製作標記、宣傳材料和預告片，製作人喬許也鼓勵成員對遊戲劇情和發行等各方面提出意見。
《森靈之心》的劇情創作有參考迪士尼電影，以塑造類似童話的敘事風格，遊戲在構思中有數個結局，而且一開始就打算將「真結局」設定為幸福結局。製作組最先決定好核心角色塔菈、麦荻和摩根的設定，遊戲早期的劇本是一個時間旅行故事，故事背景是大學城，麦荻通過信件和二百年前的艾比盖尔交流。在耗費了數個月的時間後，製作組放棄了時間旅行的故事主線，重新設計故事，在2018年首個遊戲演示發佈前一個月，喬許重寫了遊戲大部分劇情，最後形成到森林探索靈異事件的主線。遊戲的美術主要由Rosuuri負責，喬許在和Rosuuri合作之前就是她的粉絲，兩人在Alienworks的《HRP》和《花開公路》開發工作中結識。Rosuuri在《森靈之心》中首次負責角色設計，同時也是初次創作色情場景，Rosuuri在這方面創作也非常專業，編劇方面給出具體場景描述，Rosuuri就能完成相關的構圖。遊戲音樂主要由莎拉·曼庫索負責，《森靈之心》的原聲帶創作有受到梶浦由記和水月陵的作品影響。莎拉嘗試透過音樂表現出遊戲中魔法世界，異地探索的不安和恐懼，還根據主角性格特徵創作他們的角色曲。負責劇本的喬許也在起草劇本階段就列出遊戲需要的音樂，給與音樂製作參考。
由於開發預算的關係，原計劃中的某些場景被刪除，製作組也考慮日後遊戲獲得足夠的迴響會參考《花開公路》做一個重製版。遊戲配音雖然不在計劃之內，但是製作組也希望在未來可以加入。2019年2月10日，在遊戲正式版發售前數日，製作組將遊戲的配音專案登陸众筹網站Kickstarter，10月2月众筹正式開始，在三日內众筹目標達成。

## 發行
Studio Élan成立於2017年2月14日，同日也公佈了自己開發中遊戲主視覺圖。在該年亞特蘭大動漫週末中才披露遊戲名稱和具體細節。2018年5月遊戲演示在Steam發佈，內容包括遊戲第一章的內容。遊戲原計劃在2018年底發行，最後延期至2019年2月14日正式發售，登陸Steam和Itch.io，其中Steam版本需要另外下載色情場景。2020年7月13日，遊戲更新英文配音。
在2019年10月的Kickstarter遊戲配音众筹專案中，製作組就計劃要將遊戲移植到任天堂Swith。原定於2020年完成移植工作，由於技術上遇到困難而延期，2021年2月15日，製作組宣佈和Ratalaika Games合作進行移植工作，預計在該年完成移植到任天堂Swith和PlayStation 4，遊戲同樣由Sekai Project發行。2021年7月8日，遊戲正式登陸任天堂Swith平台，原定遊戲在8月登陸PlayStation 4、PlayStation 5、Xbox One和XSX/S，最後延期，其中2022年2月14日登陸PlayStation Store，Xbox One和XSX發行日期未知。

## 評價
| 媒体        | 得分              |
| ----------- | ----------------- |
| Noisy Pixel | PC：7/10 NS：6/10 |

評論員對遊戲劇情和演出有正面的評價，遊戲媒體Siliconera的編輯她認為遊戲很好地捉住了百合向遊戲的精髓，對角色的情感描述十分豐富，而且透過四個角色的視覺切換，讓玩家能更全面了解兩對情侶的情感發展。遊戲早期的劇情鋪墊略顯沉悶，但是中後期的劇情節奏加快，結合奇幻、魔法和恐怖的元素，給人帶來驚奇的體驗。百合向作品的愛好者在Noisy Pixel提到她對劇情的看法，她原以為《森靈之心》是一款述說百合浪漫的故事，實際體驗後發現遊戲後期劇情黑暗，描述的內容也較為嚴肅和深刻，這給她帶來不一樣的體驗。她也稱讚遊戲的美術和細節做得很好，美術精緻華麗，讓她聯想到迪士尼的童話故事，乘坐火車的劇情進行時，畫面會輕微抖動以模仿乘坐火車的感覺，此外每個角色都有屬於自己的顏色，在切換角色視覺時，角色顏色的設計能避免玩家產生混亂，並了解當前的對話對象。評論員辛·維加在Rock, Paper, Shotgun摘文提到遊戲提供了一些無障礙閱讀選項，如提供自動轉換遊戲文字的閱讀器和方便閱讀障礙人士的OpenDyslexic字體，在某些劇情虛擬鏡頭的使用也很巧妙，如塔菈製作節目片頭的部分，鏡頭的不斷切換，讓玩家有更強代入感，感覺角色真的在製作節目片頭。
遊戲的任天堂Swith版則遭到評論員的批評，丹妮指出該版本的程序错误太多，她在遊玩過程中就遇到四次崩潰，嚴重影響她的遊戲體驗。Noisy Pixel另一個編輯伊萬尼爾·伊格納基蒂也反應在遊玩期間幾乎每小時崩潰一次，有趣的遊戲故事和角色很也無法掩蓋這種糟糕的體驗。

## 外部連結
- 《森灵之心》在視覺小說數據庫的頁面 （英文）
- 官方网站